# Aguilera
Aguilera е деветият студиен и вторият испанскоезичен албум на северноамериканската поп певица Кристина Агилера, издаден на 31 май.
Албумът включва синглите Pa Mis Muchachas, Somos Nada, Santo, Suéltame и Fall in Line.

## Списък на песните
1. Ya Llegué – 3:03
2. Pa Mis Muchachas (с Беки Джи, Ники Никол и Нати Пелузо) – 3:36
3. Somos Nada – 3:01
4. Santo (с Осуна) – 3:03
5. Como Yo – 2:46
6. La Reina – 3:48
7. Suéltame (с Тини) – 2:53
8. Brujería – 2:45
9. Traguito – 3:11
10. Cuando Me Dé la Gana – 3:26
11. Te Deseo lo Mejor – 2:36
12. Cuando Me Dé la Gana (с Кристиан Нодал) – 3:26
13. Intro (La Luz) – 0:40
14. No Es Que Te Extrañe – 4:43